# Lully (Alta Savoia)
Lully és un municipi francès situat al departament de l'Alta Savoia i a la regió d'Alvèrnia-Roine-Alps. L'any 2007 tenia 635 habitants.

## Demografia

### Població
El 2007 la població de fet de Lully era de 635 persones. Hi havia 231 famílies de les quals 47 eren unipersonals (12 homes vivint sols i 35 dones vivint soles), 59 parelles sense fills, 113 parelles amb fills i 12 famílies monoparentals amb fills.
La població ha evolucionat segons el següent gràfic:
Habitants censats

### Habitatges
El 2007 hi havia 258 habitatges, 237 eren l'habitatge principal de la família, 8 eren segones residències i 13 estaven desocupats. 227 eren cases i 27 eren apartaments. Dels 237 habitatges principals, 200 estaven ocupats pels seus propietaris, 31 estaven llogats i ocupats pels llogaters i 6 estaven cedits a títol gratuït; 3 tenien una cambra, 7 en tenien dues, 29 en tenien tres, 57 en tenien quatre i 141 en tenien cinc o més. 226 habitatges disposaven pel capbaix d'una plaça de pàrquing. A 83 habitatges hi havia un automòbil i a 140 n'hi havia dos o més.

### Piràmide de població
La piràmide de població per edats i sexe el 2009 era:
| Homes | Edats   | Dones |
| ----- | ------- | ----- |
| 0     | 95 o +  | 0     |
| 0     | 90 a 94 | 0     |
| 0     | 85 a 89 | 8     |
| 0     | 80 a 84 | 4     |
| 4     | 75 a 79 | 4     |
| 4     | 70 a 74 | 12    |
| 16    | 65 a 69 | 12    |
| 4     | 60 a 64 | 12    |
| 4     | 55 a 59 | 12    |
| 20    | 50 a 54 | 12    |
| 28    | 45 a 49 | 28    |
| 28    | 40 a 44 | 40    |
| 24    | 35 a 39 | 28    |
| 12    | 30 a 34 | 16    |
| 20    | 25 a 29 | 8     |
| 0     | 20 a 24 | 4     |
| 44    | 15 a 19 | 12    |
| 24    | 10 a 14 | 32    |
| 12    | 5 a 9   | 16    |
| 4     | 0 a 4   | 12    |

## Economia
El 2007 la població en edat de treballar era de 422 persones, 328 eren actives i 94 eren inactives. De les 328 persones actives 307 estaven ocupades (163 homes i 144 dones) i 21 estaven aturades (11 homes i 10 dones). De les 94 persones inactives 27 estaven jubilades, 36 estaven estudiant i 31 estaven classificades com a «altres inactius».

### Ingressos
El 2009 a Lully hi havia 224 unitats fiscals que integraven 598,5 persones, la mediana anual d'ingressos fiscals per persona era de 25.282 €.

### Activitats econòmiques
Dels 20 establiments que hi havia el 2007, 1 era d'una empresa alimentària, 5 d'empreses de construcció, 6 d'empreses de comerç i reparació d'automòbils, 3 d'empreses d'hostatgeria i restauració, 1 d'una empresa immobiliària, 2 d'empreses de serveis i 2 d'entitats de l'administració pública.
Dels 9 establiments de servei als particulars que hi havia el 2009, 2 eren tallers de reparació d'automòbils i de material agrícola, 2 fusteries, 1 lampisteria, 1 empresa de construcció i 3 restaurants.
L'únic establiment comercial que hi havia el 2009 era una carnisseria.
L'any 2000 a Lully hi havia 7 explotacions agrícoles que ocupaven un total de 222 hectàrees.

## Equipaments sanitaris i escolars
El 2009 hi havia una escola elemental integrada dins d'un grup escolar amb les comunes properes formant una escola dispersa.

## Poblacions més properes
El següent diagrama mostra les poblacions més properes.